# 황학수 (정치인)
황학수(黃鶴洙, 1948년 2월 4일~)는 대한민국의 정치인이다. 제15대 국회의원을 지냈다. 본관은 평해. 강원도 강릉 출생이다.

## 학력
- 강릉초등학교
- 고입 검정고시
- 명륜고등학교
- 2년제 방송통신초급대학 농학과 전문학사
- 5년제 한국방송통신대학교 행정학과 학사
- 한국방송통신대학교 대학원 행정학 석사
- 건국대학교 대학원 조세정책학과 사회과학 석사

## 경력
- 국세청 근무
- 경영지도사
- 민선 강원도지사 비서실장
- 해양소년단 예하 부총재 겸 강원도 연합위원장
- 대한 태권도협회 부회장
- 전국 개인 택시 사업자 중앙연합회 자문위원
- 민주산악회 부회장 겸 중앙본부장
- 학교법인 명륜학원(강릉명륜고)이사장
- CBS영동방송 설립 이사장
- 새천년민주당 총재 특보
- 제15대 국회상임위원(내무위원/예결특위/국제경기/건설교통위원)
- 사단법인 대한노인회 자문위원
- 대한민국 헌정회 사무총장
- 사단법인 치인문제연구소 이사장 겸 연구소장
- 강원특별자치도 지방시대위원회 위원장
- 전국 시도위원장 협의회 회장

## 역대 선거 결과
|  | 30.56% |

|  | 9.44% |

|  | 2.34% |